# Palaikastro
Palaikastro o Palekastro (en griego, Παλαίκαστρο) es una localidad de Grecia ubicada en el extremo oriental de la isla de Creta. Pertenece a la unidad periférica de Lasithi, al municipio de Sitía y a la unidad municipal de Itano. En el año 2011 contaba con una población de 953 habitantes.

## Excavaciones
Cerca de una bahía de sus inmediaciones, en el lugar conocido como Rusólakos, se han excavado las ruinas de una ciudad de la civilización minoica que floreció en la Edad del Bronce y que en su periodo de mayor esplendor era una de las mayores ciudades de la isla. El asentamiento, cuyo nombre antiguo se desconoce, fue abandonado hacia el 1450 a. C. y reocupado entre 1300 y 1200 a. C. Además del centro urbano de Rusólakos, se han hallado otros restos minoicos de otros asentamientos más pequeños en el área de Palaikastro y varias necrópolis periféricas de la misma época.
Posteriormente se atestigua la permanencia del santuario de Zeus Dicteo entre el periodo geométrico y la época romana.
Los restos del periodo minoico incluyen importantes casas así como el sistema de alcantarillado. Otro hallazgo importante es el denominado kuros de Palekastro, una estatua de 50 centímetros de longitud del periodo minoico (hallada en un contexto arqueológico que se ha fechado hacia el 1475 a. C.) tallada en marfil de hipopótamo y con incrustaciones de oro y piedras preciosas. Entre la cerámica encontrada en el yacimiento destaca una jarra con el dibujo de un pulpo, de la misma época que el kuros.
Otro hallazgo destacado es una inscripción en dialecto dórico de un himno a Zeus Dicteo, que también se ha llamado himno de los Curetes y que, pese a que la inscripción se ha fechado en el siglo III d. C., se considera que el himno en sí pertenece al siglo IV o III a. C.
La mayoría de los objetos hallados en estas excavaciones se exponen en el Museo Arqueológico de Sitía.

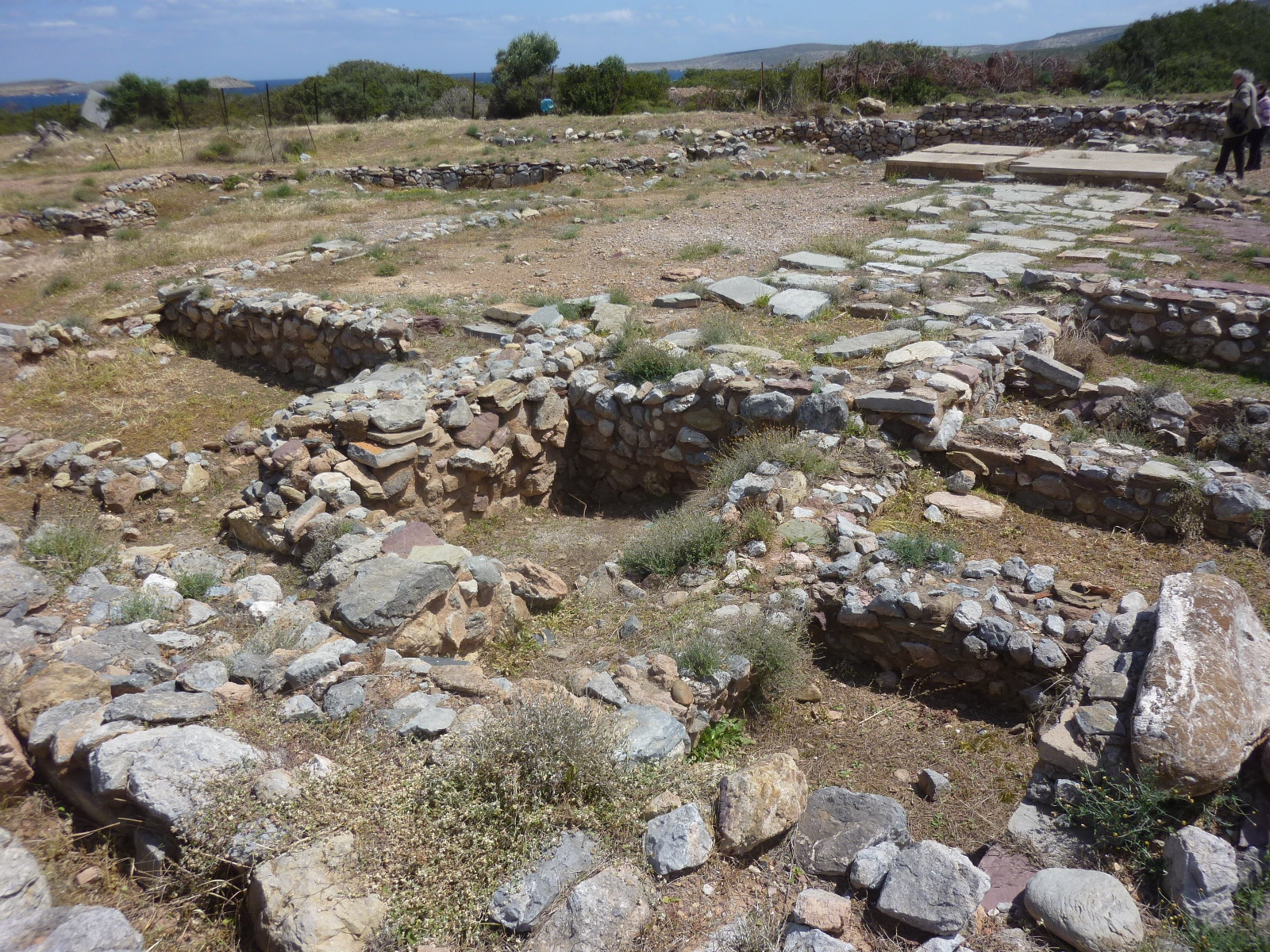
Algunos de los restos minoicos de Palaikastro.
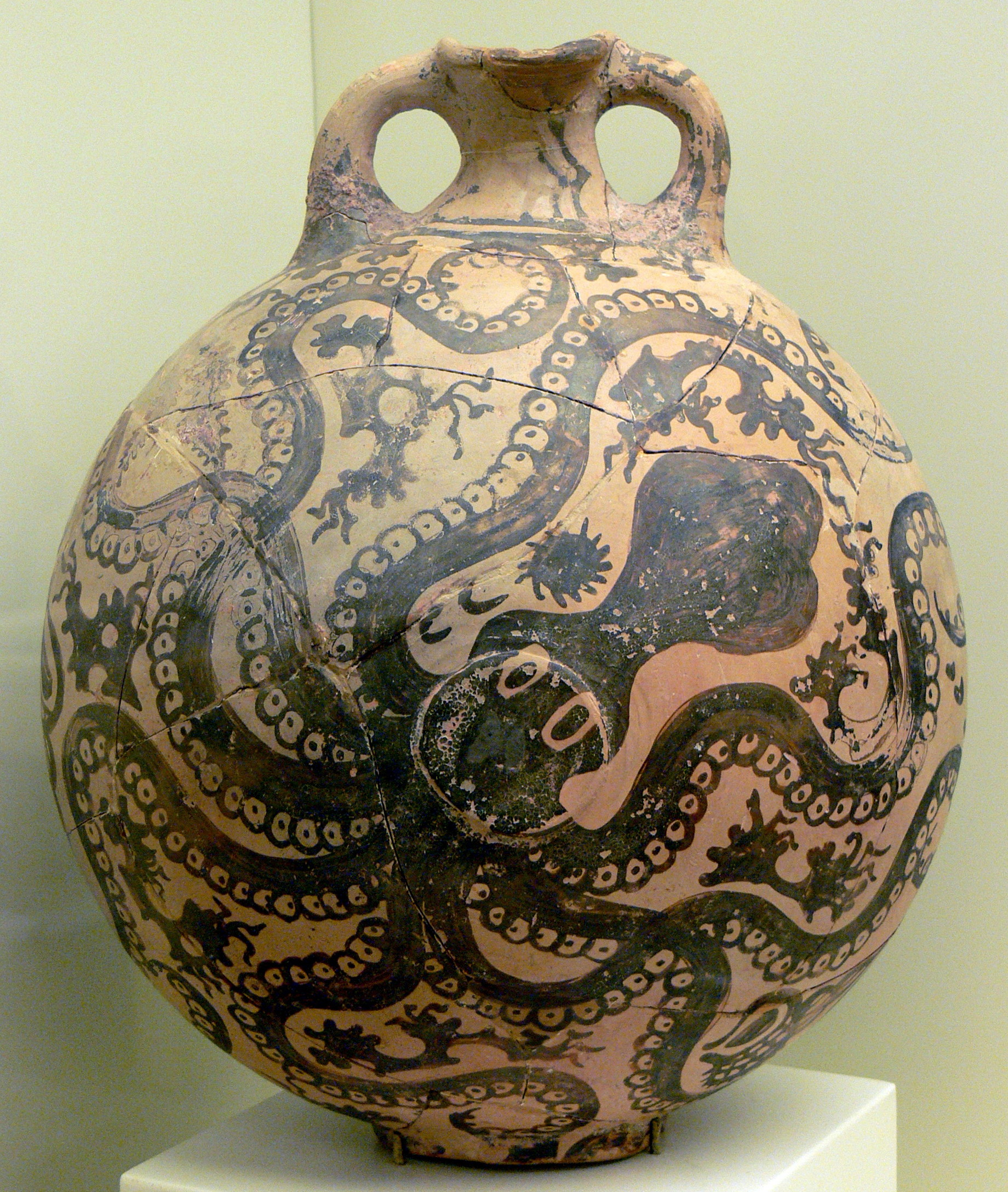
La jarra del pulpo, cerámica minoica fechada hacia 1500 a. C., Museo Arqueológico de Heraclión.